# Serra do Teixeira (tiểu vùng)
Serra do Teixeira là một tiểu vùng thuộc bang Paraíba, Brasil. Tiều vùng này có diện tích 2651 km², dân số năm 2007 là 108873 người.